# الحنو (الأفلاج)
الحنو هو أحد أودية الأفلاج في السعودية. يذكر عبد الله بن محمد بن خميس أنه كان به حضارة وعمران، وأن فيه بقايا حصون وأسوار ومخلفات أثرية.